# 엷은색저빌
엷은색저빌(Gerbillus perpallidus)은 황무지쥐아과에 속하는 설치류의 일종이다. 이집트의 토착종으로 이집트 북서부에 분포한다. 연한 오렌지색 털로 덮여 있으며, 배 쪽은 희다. 앞다리와 앞발도 희다. 귀 피부에 색소가 없다. 발바닥에 털이 나 있는 것은 모래에서 서식하는 저빌의 특징이다. 몸길이는 평균 22~27cm이고, 몸무게는 26~49g이다.